# Ярчук, Ефим Захарович
Ефим Захарович Ярчук (настоящее имя Хаим Захарьев) (1882 или 1883 — 1937) — российский анархист.

## Биография
Родился в еврейской общине города Березно Волынской губернии, Украина, в 1882 или 1886 году, работал портным. 
До 1905 года был одним из основателей группы «Черное знамя» в Белостоке. После подавления революции 1905 года был сослан в Сибирь на 5 лет, а в 1913 году эмигрировал в США, где стал членом Союза русских рабочих, писал для его газеты «Голос труда» и был членом Анархистского Красного Креста в Нью-Йорке.
Вернулся в Россию весной 1917 года, после Февральской революции. В Кронштадте, на военно-морской базе, он стал активистом анархистского движения. Сыграл важную роль в событиях июля 1917 года вместе с Блейхманом. 
Был одним из редакторов «Вольного голоса труда» (продолжения запрещенного «Голоса труда») в августе 1918 года, во время первой анархо-синдикалистской конференции. В ноябре 1918 года был казначеем исполнительного секретариата второй конференции Анархо-синдикалистской конфедерации в Москве. 
В течение 1920 года шесть раз арестовывался ЧК в Харькове и Москве. Во время Кронштадтского восстания Ярчука держали под стражей. Был одним из 10 анархистов, освобождённых из Таганской тюрьмы после голодовки во время проведения Международной конференции Красной помощи (Профинтерн). Во время заключения заболел цингой, был освобожден и выслан за рубеж в январе 1922 года.
Переехал в Берлин, где вместе с Григорием Максимовым и Александром Шапиро в 1923 году они издавали журнал «Рабочий путь». Затем поселился в Париже, где написал книгу «Кронштадт в русской революции», опубликованную в Нью-Йорке в 1923 году издательством Союза русских рабочих.
В 1925 году по «закону о возвращении» вернулся в Россию по рекомендации Бухарина, где вступил в партию большевиков. Его казнили в 1937 году во время Большого террора.